# FIBP
FIBP‏ (FGF1 intracellular binding protein) هوَ بروتين يُشَفر بواسطة جين FIBP في الإنسان.

## طالع أيضًا
- عامل نمو الأرومة الليفية الحمضي